# زندگی آمریکایی (آلبوم مدونا)
زندگی آمریکایی (به انگلیسی: American Life) نام نهمین آلبوم موسیقی از مدونا، هنرمند اهل ایالات متحده آمریکا است که در تاریخ ۲۱ آوریل سال ۲۰۰۳ میلادی منتشر شد.